# 王維楨 (阮朝)
王維楨（越南语：／；？—1908年），越南阮朝官員，維新帝的輔政大臣。

## 生平
王維楨是河內省懷德府慈廉縣古芮總扶演社（今屬河內市北慈廉郡）人。嗣德二十三年（1870年），王維楨參加鄉試，考中河內場舉人。成泰初年，王維楨任清化布政使。成泰六年（1894年），升署巡撫，權護總督。成泰八年（1896年）九月，改護南義總督。後實任清化總督，升署協辦大學士。成泰十八年（1906年），改任南義總督。維新元年（1907年）九月，改任兵部尚書，充輔政大臣。後加太子少保銜。維新二年（1908年）四月，王維楨在任上去世。

## 作品
王維楨著有《清化紀勝》和《清化觀風》兩部書。